# Manerebia varola
Manerebia varola är en fjärilsart som beskrevs av William Schaus 1902. Manerebia varola ingår i släktet Manerebia och familjen praktfjärilar. Inga underarter finns listade i Catalogue of Life.